# Otto Jespersen (acteur)
Otto Jespersen, né le 21 juillet 1954 à Farsund, est un humoriste et acteur norvégien.

## Biographie
Otto Jespersen a adhéré pendant sa jeunesse au marxisme-léninisme et a été membre de l'organisation communiste Red Youth. Il a d'abord travaillé pour une radio locale puis pour la Norsk rikskringkasting à partir de 1988.  
En dehors de la Norvège, il est surtout connu pour avoir tenu le rôle principal d'un chasseur de trolls dans le film The Troll Hunter (2010), pour lequel il a été nommé au prix Amanda du meilleur acteur. 